# Isaac Peral
Pour les articles homonymes, voir Peral.
Isaac Peral y Caballero, né à Carthagène (région de Murcie, Espagne) le 1er juin 1851 et mort à Berlin (Allemagne) le  22 mai 1895, est un scientifique, marin et militaire espagnol, lieutenant de vaisseau (teniente de navío) de l'Armada espagnole et inventeur du torpilleur sous-marin, connu sous le nom de Peral.
Durant sa carrière militaire, il intervient dans la guerre des Dix Ans, à Cuba, et dans la troisième guerre carliste. Il se fait également remarquer pour ses travaux scientifiques : il écrit un traité théorique et pratique sur les ouragans (tratado teórico práctico sobre huracanes), participe au dessin des plans du canal de Simanalés (Philippines) et, en 1883, est nommé à la chaire de physique et mathématiques de l'École de développement et d'études de l'armada (Escuela de Ampliación de Estudios de la Armada).
En 1885, après la crise des îles Carolines opposant l'Espagne à l'Empire allemand, Isaac Peral annonce à ses supérieurs qu'il a résolu les problèmes de la navigation sous-marine. Les résultats de ses recherches, approuvés par les spécialistes de l'École de développement et d'études de l'armada, sont ensuite transmis à l'amiral Manuel de la Pezuela y Lobo-Cabrilla, le ministre espagnol de la marine, qui accueille le projet avec enthousiasme, contrairement à ses successeurs, les amiraux Rodríguez de Arias et Beránger.
C'est finalement grâce à l'appui de la régente Marie-Christine que le premier sous-marin militaire voit le jour le 8 septembre 1888. Il est entièrement électrique, possède deux torpilles, de nouveaux systèmes pour l'air, ainsi qu'une forme de coque, une hélice et des gouvernes préfigurant les sous-marins futurs. Il peut aller à dix nœuds sous l'eau. Cependant, malgré des premiers essais concluants, les autorités rejettent le projet et critiquent tellement le travail de Peral que ce dernier finit par démissionner de la marine.
Atteint d'un carcinome basocellulaire, Peral part en mai 1895 à Berlin pour se faire opérer. Il attrape une méningite et meurt le 22 mai 1895. Ses restes sont exhumés et transférés à Carthagène le 11 novembre 1911.

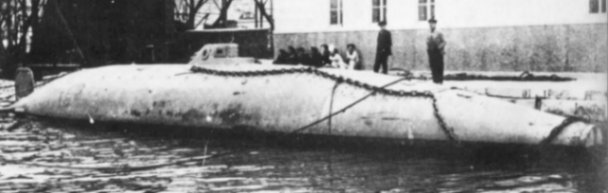
Le sous-marin de Peral en 1888
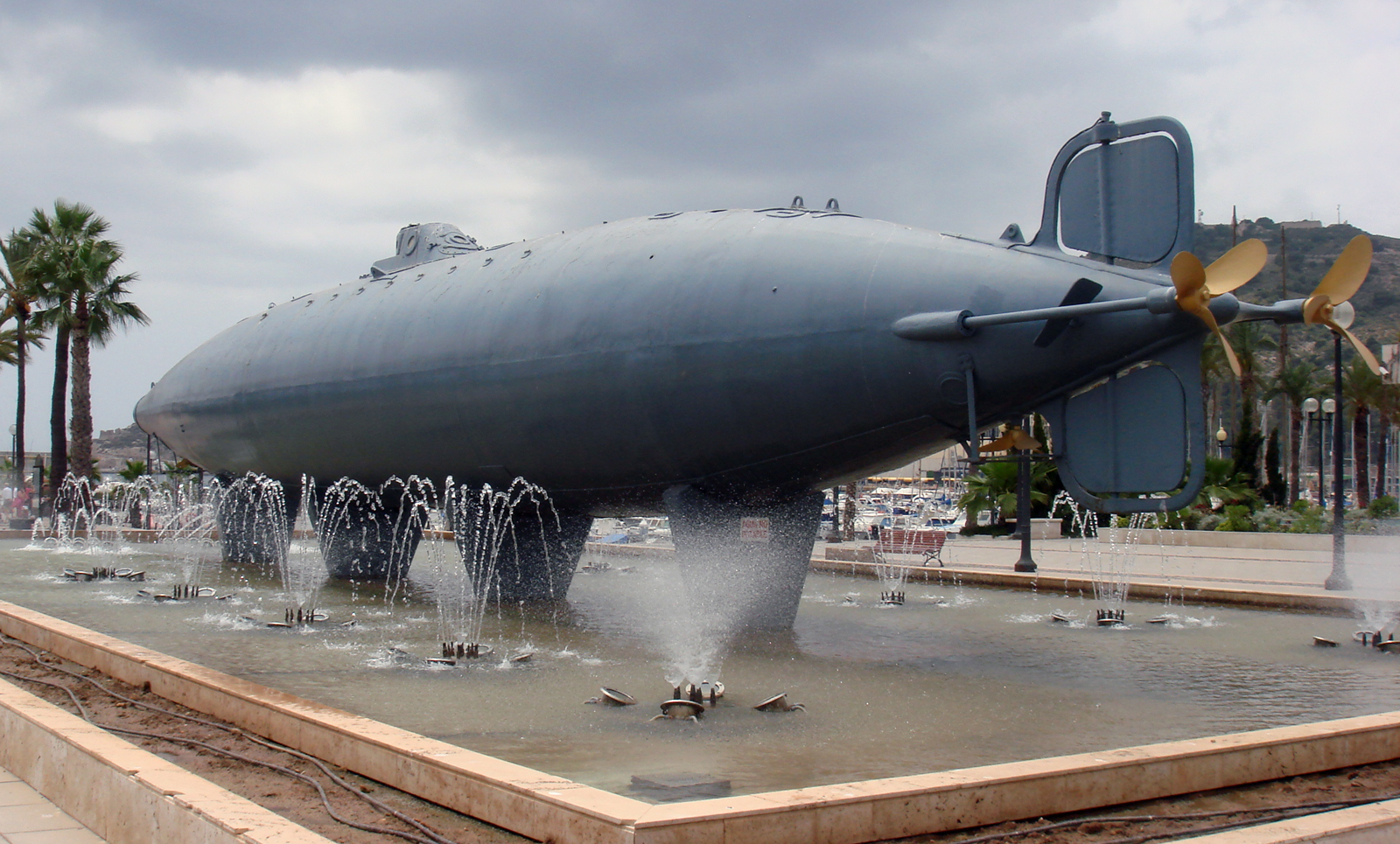
Le sous-marin de Peral à Carthagène en 2007

## Sources et bibliographie
- (es) Cet article est partiellement ou en totalité issu de l’article de Wikipédia en espagnol intitulé « Isaac Peral » (voir la liste des auteurs).
- (es) Aguilera y Elias, Buques de Guerra Españoles, 1885-1971, San Martín, 1972.
- (es) Carlos Martínez-Valverde y Martínez, Enciclopedia General del Mar, Garriga, 1957.
- (es) León Villanúa, Isaac Peral, El Marino Popular, colección Europa, Madrid, 1934.
- (es) Enciclopedia Universal Ilustrada, Espasa. Tomo 43, 1921, pages 504–7.